# Самарка (Курская область)
Самарка — село в Глушковском районе Курской области. Входит в состав Марковского сельсовета.

## География
Село находится на реке Сейм, в 8 км от российско-украинской границы, в 126 км к юго-западу от Курска, в 15 км к северо-западу от районного центра — посёлка городского типа Глушково, в 10 км от центра сельсовета — села Дроновка.
Климат
Самарка, как и весь район, расположено в поясе умеренно континентального климата с тёплым летом и относительно тёплой зимой (Dfb в классификации Кёппена).
Часовой пояс
Село Самарка, как и вся Курская область, находится в часовой зоне МСК (московское время). Смещение применяемого времени относительно UTC составляет +3:00.

## История
В 1720 году деревня Самарка (она же — сельцо Архангельское) обрела статус села в связи с постройкой Успенской церкви.

## Население
| 2002 | 2010 |
| ---- | ---- |
| 110  | ↘61  |

## Инфраструктура
Личное подсобное хозяйство. В селе 76 домов.

## Транспорт
Самарка находится в 2,5 км от автодороги регионального значения 38К-040 (Хомутовка — Рыльск — Глушково — Тёткино — граница с Украиной), в 0,5 км от автодороги межмуниципального значения 38Н-123 (Карыж — ст. Неониловка возле одноимённого села — граница с Украиной), на автодороге 38Н-125 (38Н-123 — Самарка), в 13 км от ближайшего ж/д остановочного пункта Неониловка (линия Хутор-Михайловский — Ворожба).
В 173 км от аэропорта имени В. Г. Шухова (недалеко от Белгорода).